# Order „Gwiazda Przyjaźni między Narodami”

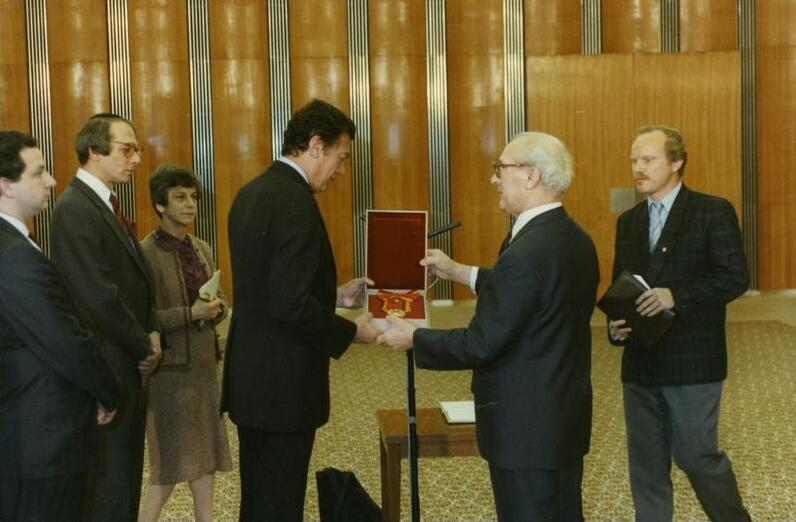
Erich Honecker wręcza Wielką Gwiazdę Przyjaźni między Narodami Edgarowi Bronfmanowi, 1988 rok

Order „Gwiazda Przyjaźni między Narodami” (niem. Orden „Stern der Völkerfreundschaft”) – odznaczenie Niemieckiej Republiki Demokratycznej, nadawane w latach 1959–1990.

## Historia
Order został ustanowiony 20 sierpnia 1959 roku przez Radę Państwa NRD i był nadawany „za znamienite zasługi dla NRD, dla walki o porozumienie i przyjaźń między narodami i za walkę o pokój”. Posiadał trzy klasy:
- Wielka Gwiazda Przyjaźni między Narodami
- Złota Gwiazda  Przyjaźni między Narodami
- Srebrna Gwiazda Przyjaźni między Narodami.

Order, nadawany przez Radę Państwa NRD, mogły otrzymać instytucje oraz osoby fizyczne, zarówno cudzoziemcy, jak i obywatele NRD. W każdej klasie mógł być nadany tylko raz.

## Oznaka

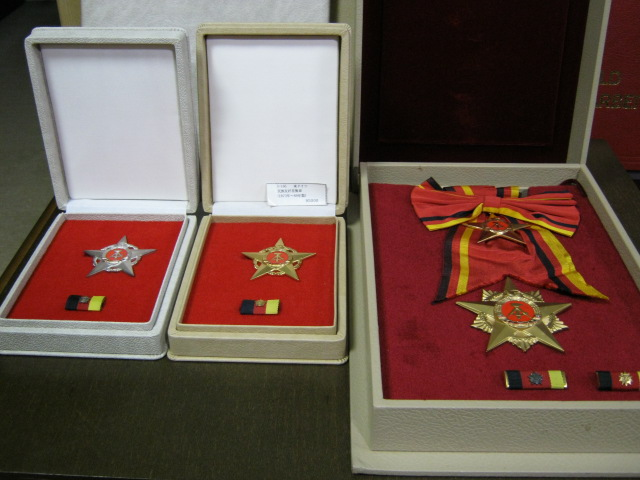
Oznaki wszystkich trzech klas orderu

Oznakę orderu stanowi złota lub srebrna pięcioramienna gwiazda średnicy 55 mm, o polerowanych ramionach. Pośrodku umieszczone jest czerwono emaliowane godło NRD, które wieńczy gołąbek pokoju. Pod ramionami gwiazdy znajduje się stylizowany wieniec z liści dębowych. Oznaka jest noszone na szpilce, bez wstążki.
Oznaką Wielkiej Gwiazdy jest taka sama gwiazda, lecz bez dębowego wieńca, zawieszona na szerokiej czerwonej wstędze z czarno-czerwono-złotymi brzegami, noszona przez prawe ramię. Oprócz tego na piersi noszona jest analogiczna gwiazda średnicy 74 mm, z pękami promieni między ramionami. 
Do roku 1974 oznaki I i II klasy wykonywano w złocie wysokiej próby.
Baretka jest czarno-czerwono-złota, z miniaturą gwiazdy odpowiedniej klasy pośrodku.

## Odznaczeni
Do grona odznaczonych orderem należeli m.in. Leonid Breżniew, Josip Broz Tito (1965), Zbigniew Messner (1986), Nelson Mandela (1988) i Dmitrij Szostakowicz (1972).